# Ballynacarrigy
Ballynacarrigy (iriska: Baile na Carraige) är en ort i republiken Irland. Den ligger i grevskapet An Iarmhí och provinsen Leinster, i den centrala delen av landet. Ballynacarrigy ligger 80 meter över havet och antalet invånare är 287.
Terrängen runt Ballynacarrigy är platt. Trakten runt Ballynacarrigy består i huvudsak av jordbruksmark. Väster om orten finns en kanal.